# Valerio Castello

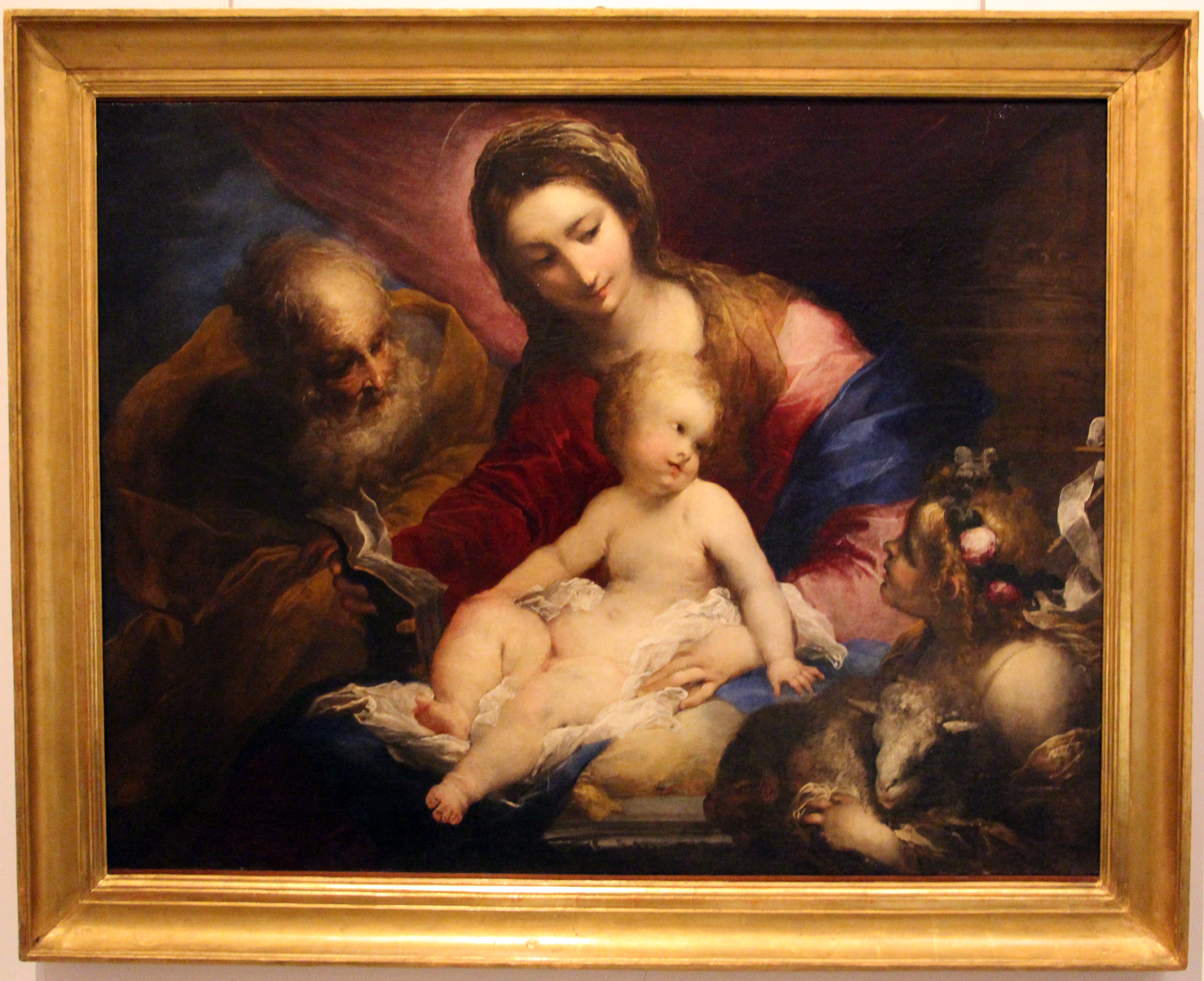
Sacra famiglia con san Giovannino, 1646 ca, Accademia Ligustica di Belle Arti

Valerio Castello (Genova, 1624 – Genova, 17 febbraio 1659) è stato un pittore italiano, uno dei principali esponenti del barocco genovese.

## Biografia

### La formazione
Fu l'ultimo figlio del celebre pittore Bernardo Castello, che tuttavia morì quando Valerio aveva appena 6 anni.
Restato sotto la condotta del fratello maggiore Torquato, che tentò d'instradarlo nello studio delle lettere, si distinse in giovine età per una propensione verso la pittura, rafforzata dalle osservazioni delle opere di Perin del Vaga nella Villa del Principe a Genova.
Ebbe un apprendistato, tuttavia ininfluente, presso Domenico Fiasella e Giovanni Andrea De Ferrari, seguito da un viaggio di formazione a Milano e Parma, dove poté studiare in particolare le opere di Giulio Cesare Procaccini, di Correggio, di Parmigianino e di Van Dyck dai quali prese spunto per incanalare il suo temperamento poetico in una sensualità languida, basti pensare al Ratto delle Sabine o al Ratto di Proserpina. Dalle opere di Rubens trasse l'insegnamento della composizione in movimento, spesso diagonale; non trascurabili furono gli accostamenti con il Veronese sia per la struttura sia per l'equilibrio tra luce, colore, movimento e forma.

### Gli esordi

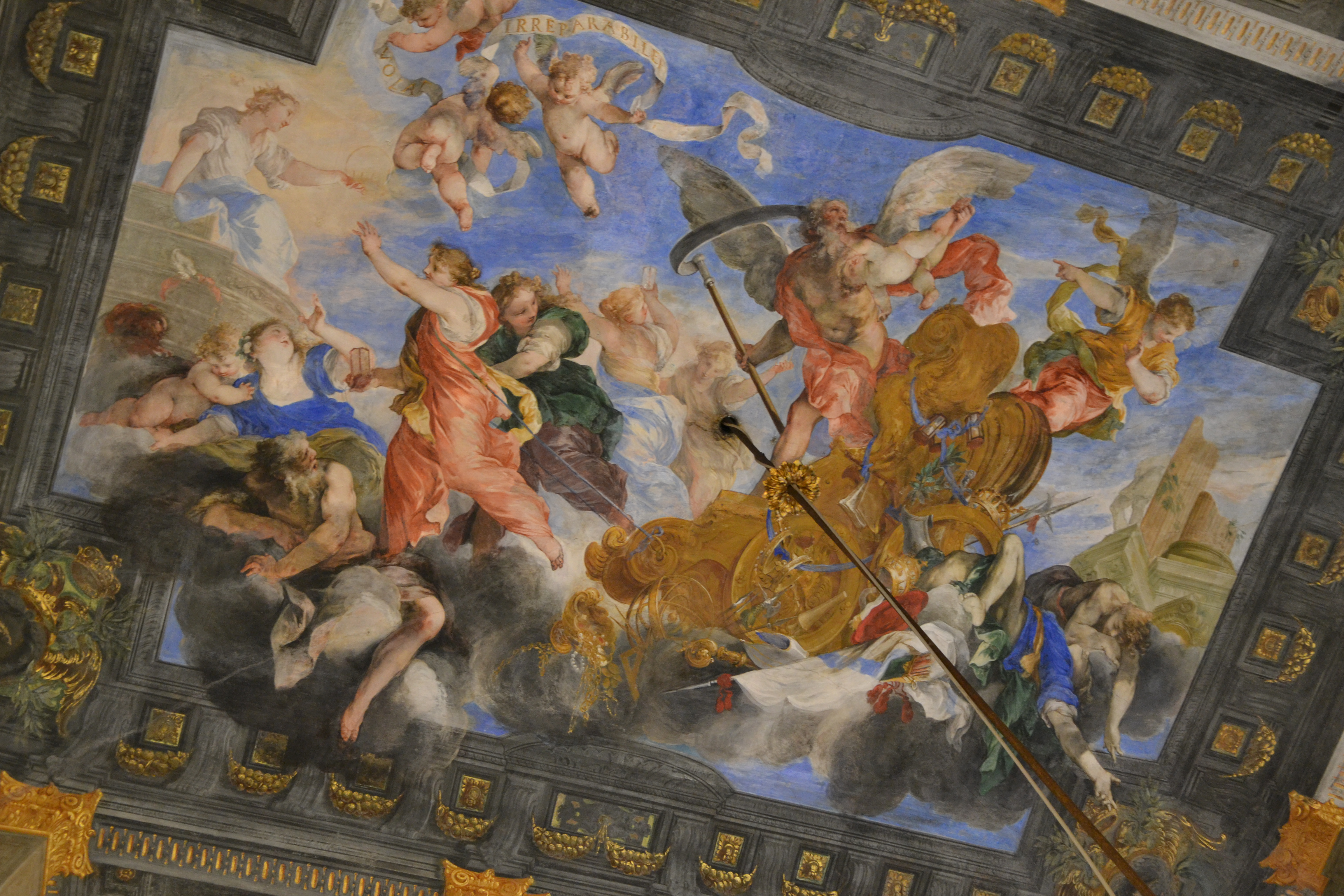
Carro del Tempo, Palazzo Balbi Senarega (Genova)

Ebbe presto diverse commesse, sia relative a quadri che ad affreschi. Molto scarse sono tuttavia le notizie documentarie certe. Fra i suoi primi capolavori sono i due dipinti la Vocazione e il Battesimo di san Giacomo dell'oratorio di San Giacomo della Marina a Genova, mentre il suo primo importante ciclo di affreschi è conservato nella chiesa di San Martino d'Albaro, dove nell’Assunta si notano già il dinamismo e la grandiosità di Rubens. Nel 1648 firma nella chiesa di San Siro a Santa Margherita Ligure San Sebastiano tra i santi Lorenzo e Rocco, cui seguono la Conversione di san Paolo, (Galleria nazionale di palazzo Spinola), il Martirio di san Lorenzo  di Palazzo Bianco e tre episodi della vita di san Francesco Saverio nella chiesa del Gesù. Le altre commissioni religiose di rilievo sono la volta della chiesa di Santa Marta con l'Annunciazione, e gli affreschi della chiesa di S. Maria in Passione, di cui sopravvivono lacerti nel Museo di Sant'Agostino. Nella Pietà  della
Pinacoteca civica di Savona, tema replicato anche nella tela conservata al Musée des Beaux‐Arts di Nancy, l’esasperato allungamento delle membra del corpo di Cristo rimanda alle influenze emiliane di Parmigianino e Procaccini, mentre nel Il ratto delle Sabine  e ne La strage degli innocenti (Kunsthistorisches Museum, Vienna) la vorticosa composizione trae ispirazione da Rubens.

### Gli affreschi per i palazzi dei Balbi
I due grandi cicli di affreschi profani cui lavora sono invece la decorazione dei palazzi di Giovanni Battista Balbi e Francesco Maria Balbi. Nella primavera del 1654 affresca la volta del Salotto della Fama, all'interno delle quadrature dell’ascolano Giovanni Maria Mariani (Palazzo Reale). Il suo capolavoro, realizzato tra il 1655 e il 1659, sono le volte delle sale di Palazzo Balbi Senarega. Qui realizza la Galleria del Ratto di Persefone, ove una moltitudine di divinità sono ritratte a vivaci colori e con audaci scorci prospettici che sembrano farle precipitare dalle finte architetture del bolognese Andrea Seghizzi.  Nel salone maggiore, la celebrazione dei fasti della famiglia Balbi è affidata all'allegoria mitologica del Carro del Tempo. L'entusiasmo con cui i committenti accolgono queste opere porterà ad affidargli anche la Sala della Pace e la Sala di Leda.
Sposatosi con Paola Maria De Ferrari nel 1657, morì improvvisamente due anni dopo e fu tumulato nella cappella di famiglia in san Martino d'Albaro. 
Nei pochi anni di vita riuscì ad esercitare un'enorme influenza nella pittura genovese, contribuendo alla formazione di pittori quali Domenico Piola, con il quale affrescò la chiesa di Santa Maria in Passione a Genova, che ne ereditò le commissioni alla morte, ed ebbe come discepoli Bartolomeo Biscaino, Giovanni Paolo Cervetto, Stefano Magnasco e Giovanni Battista Merano. Fu il primo a collaborare con i quadraturisti bolognesi giunti a Genova intorno alla metà del secolo, Sighizzi, Mariani, e Brozzi. Caso particolare è quello del pittore Antonio Lagorio, non presente nelle liste ufficiali degli allievi ma considerato un seguace.

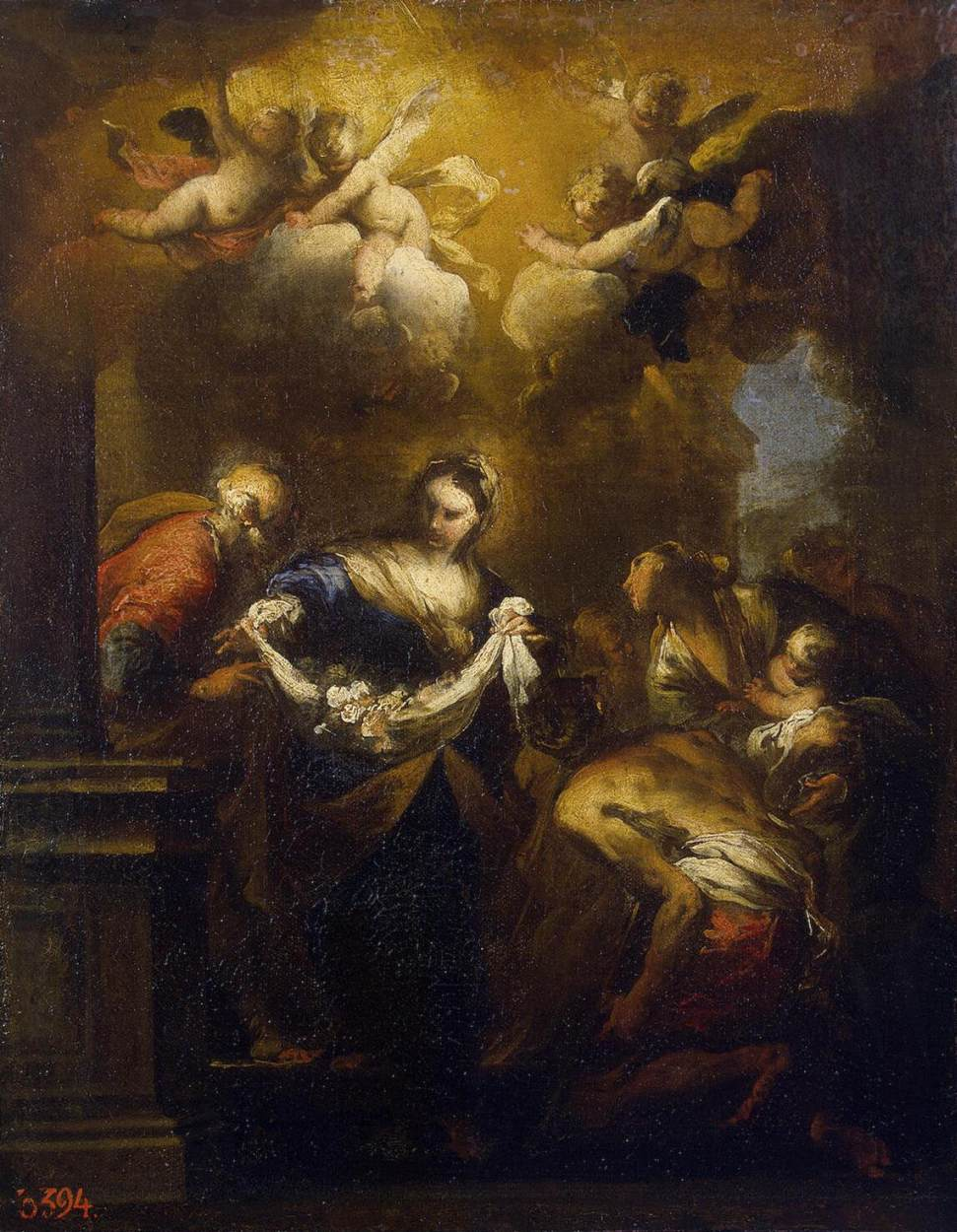
Il Miracolo delle rose, Museo dell'Hermitage, Sanpietroburgo
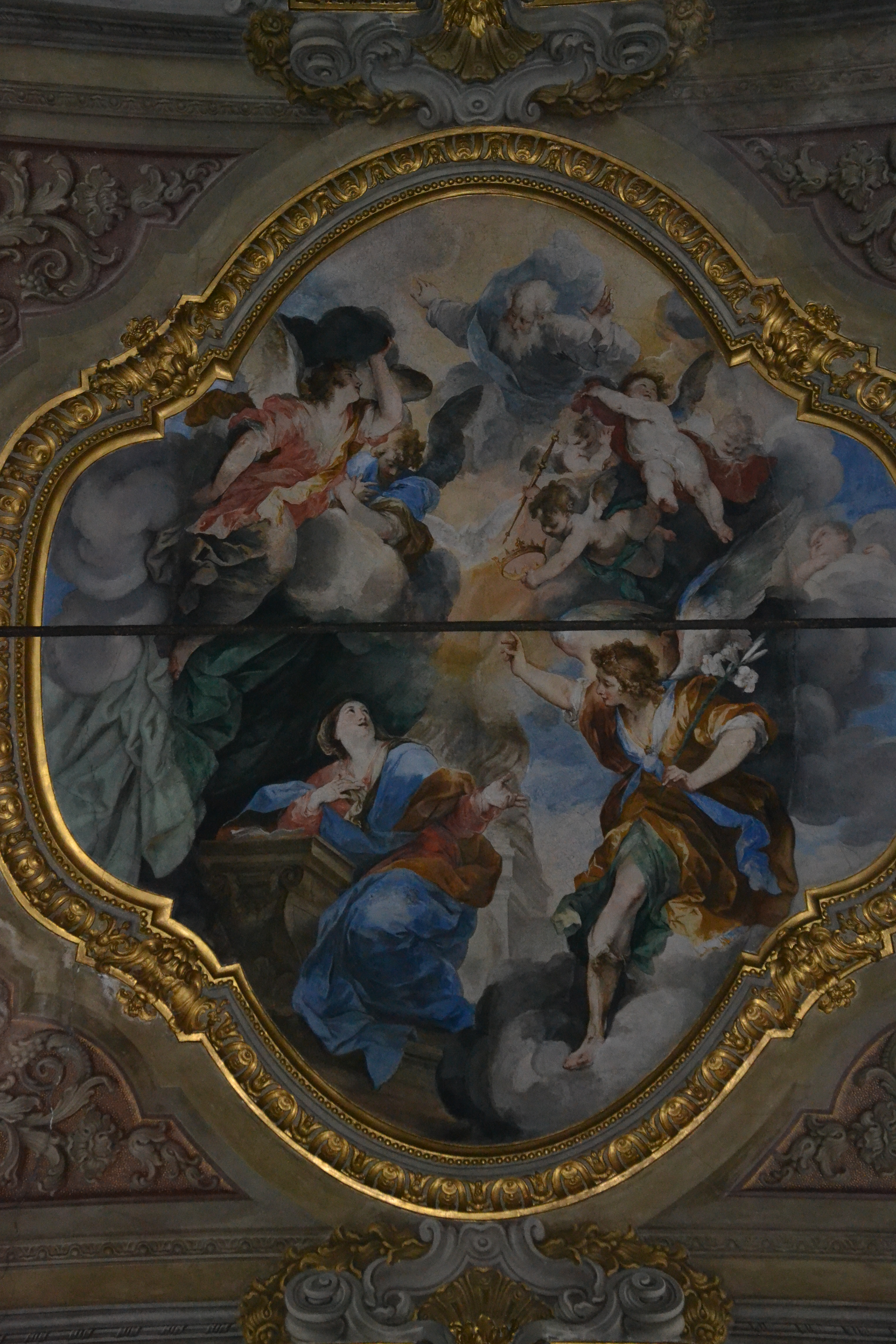
Annunciazione, Santa Marta (Genova)
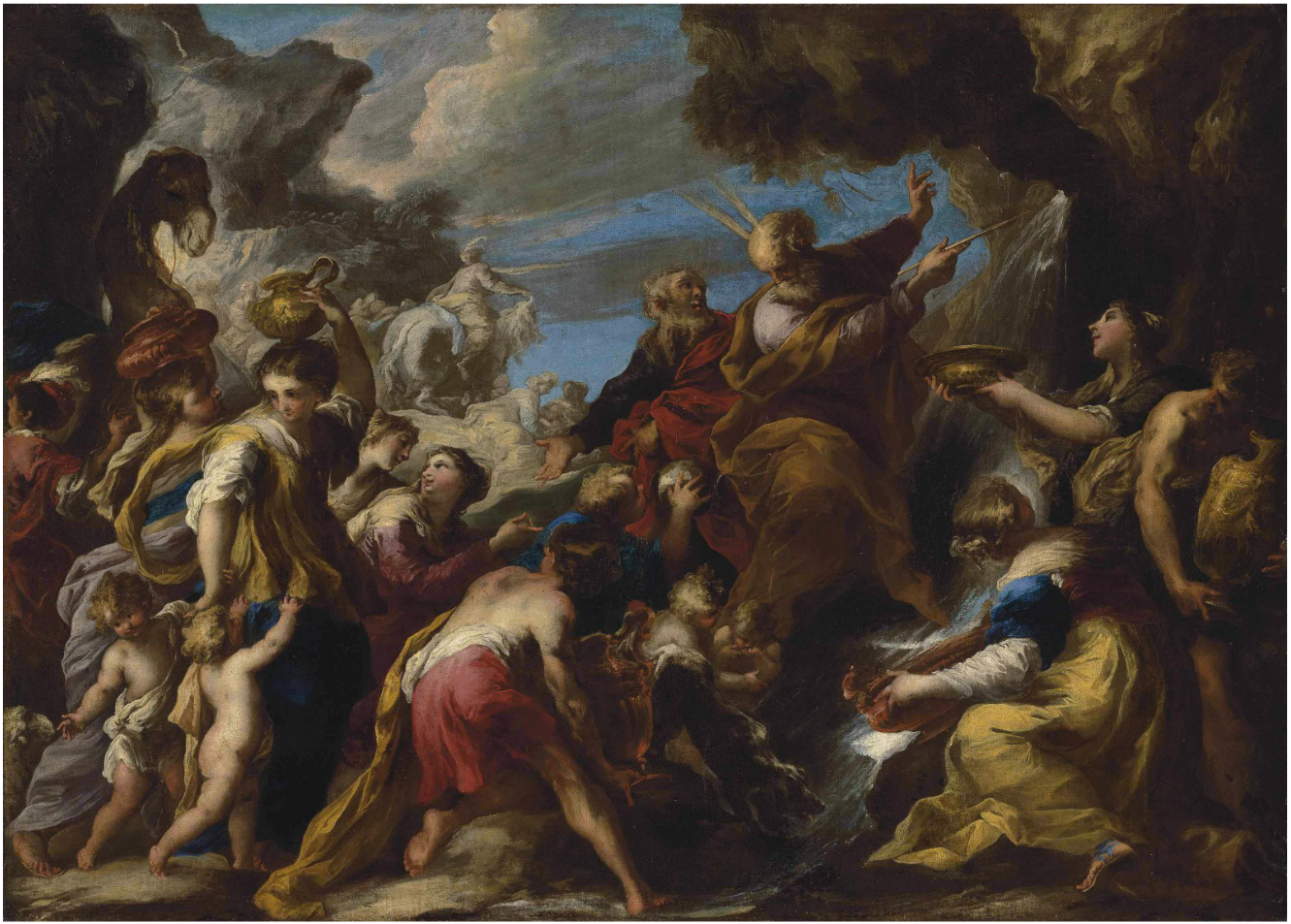
Mosè fa scaturire l'acqua dalle rocce
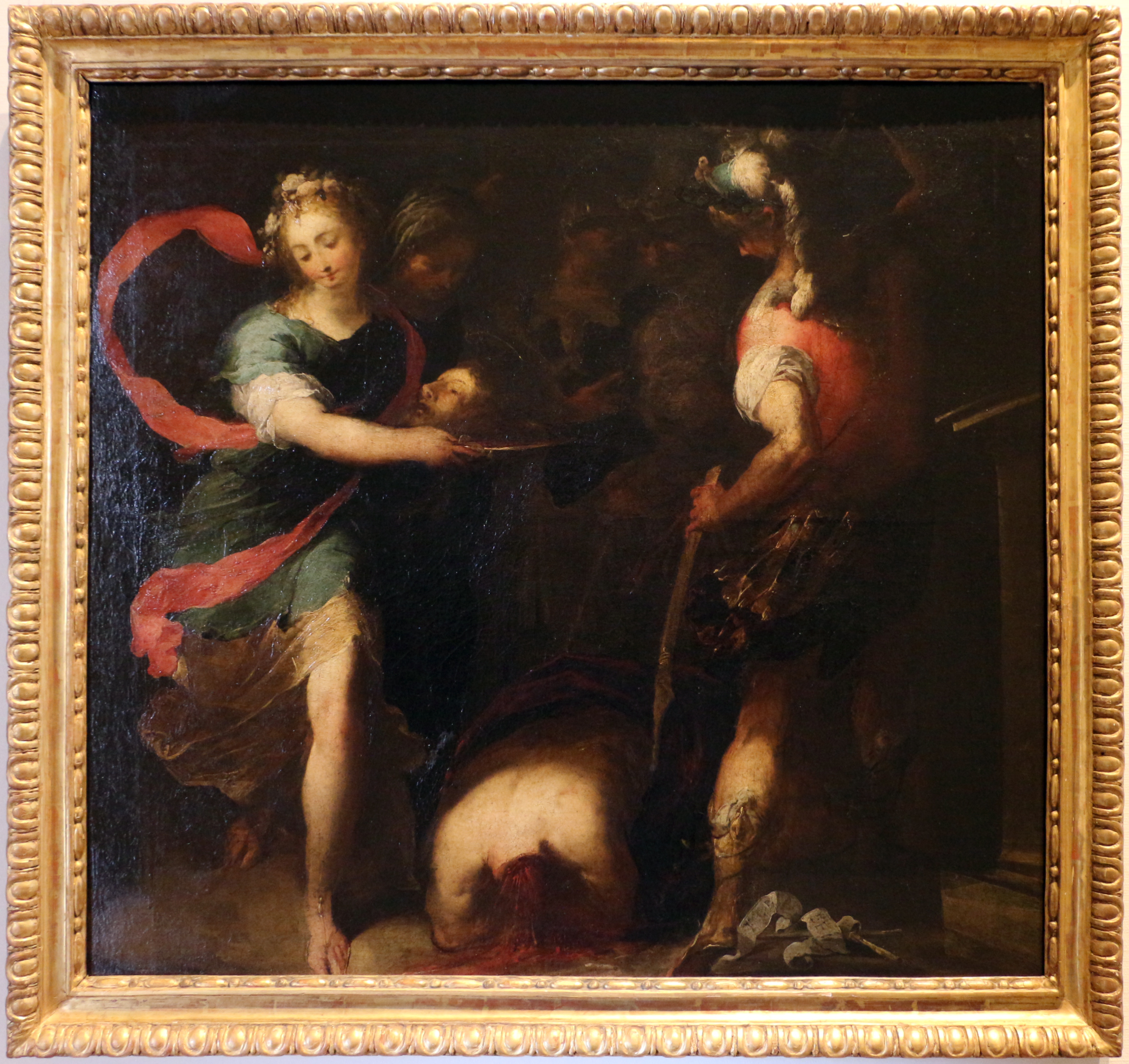
Decollazione del battista, 1645 ca, Pinacoteca del Castello Sforzesco
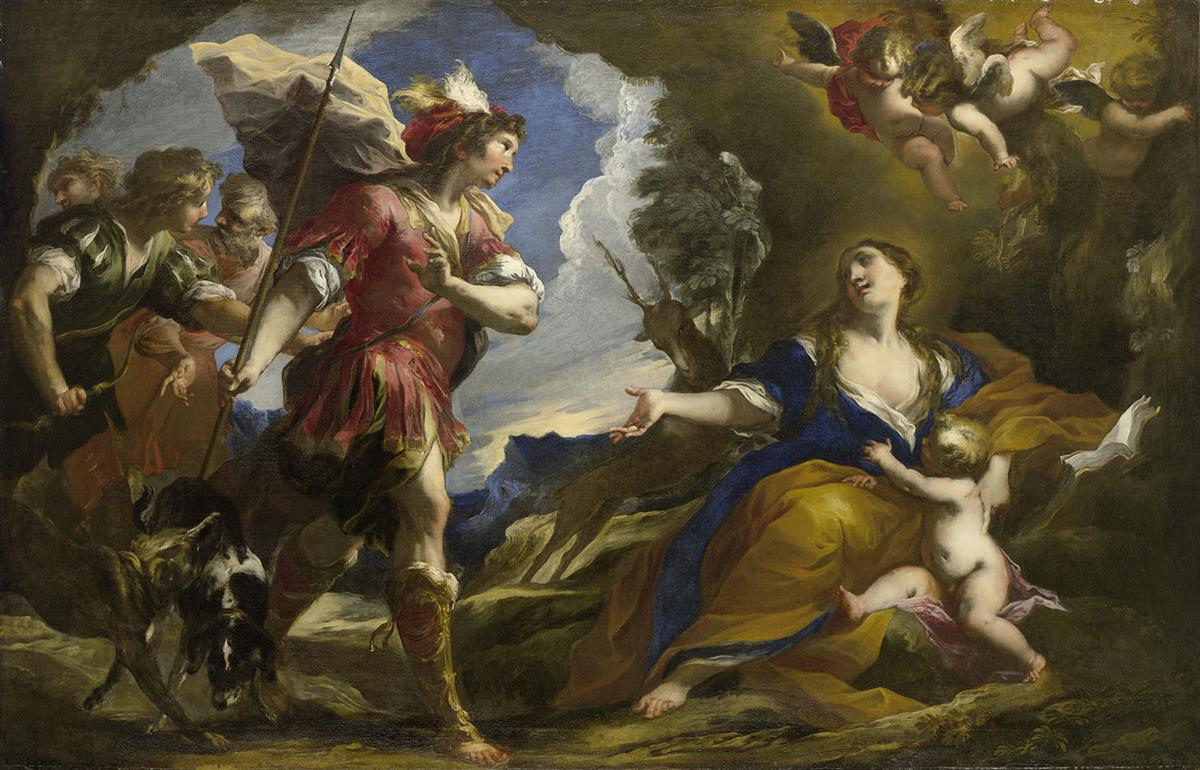
Leggenda di santa Genoveffa, 1652 ca, Hartford, Wadsworth Atheneum Museum of Art

## Opere

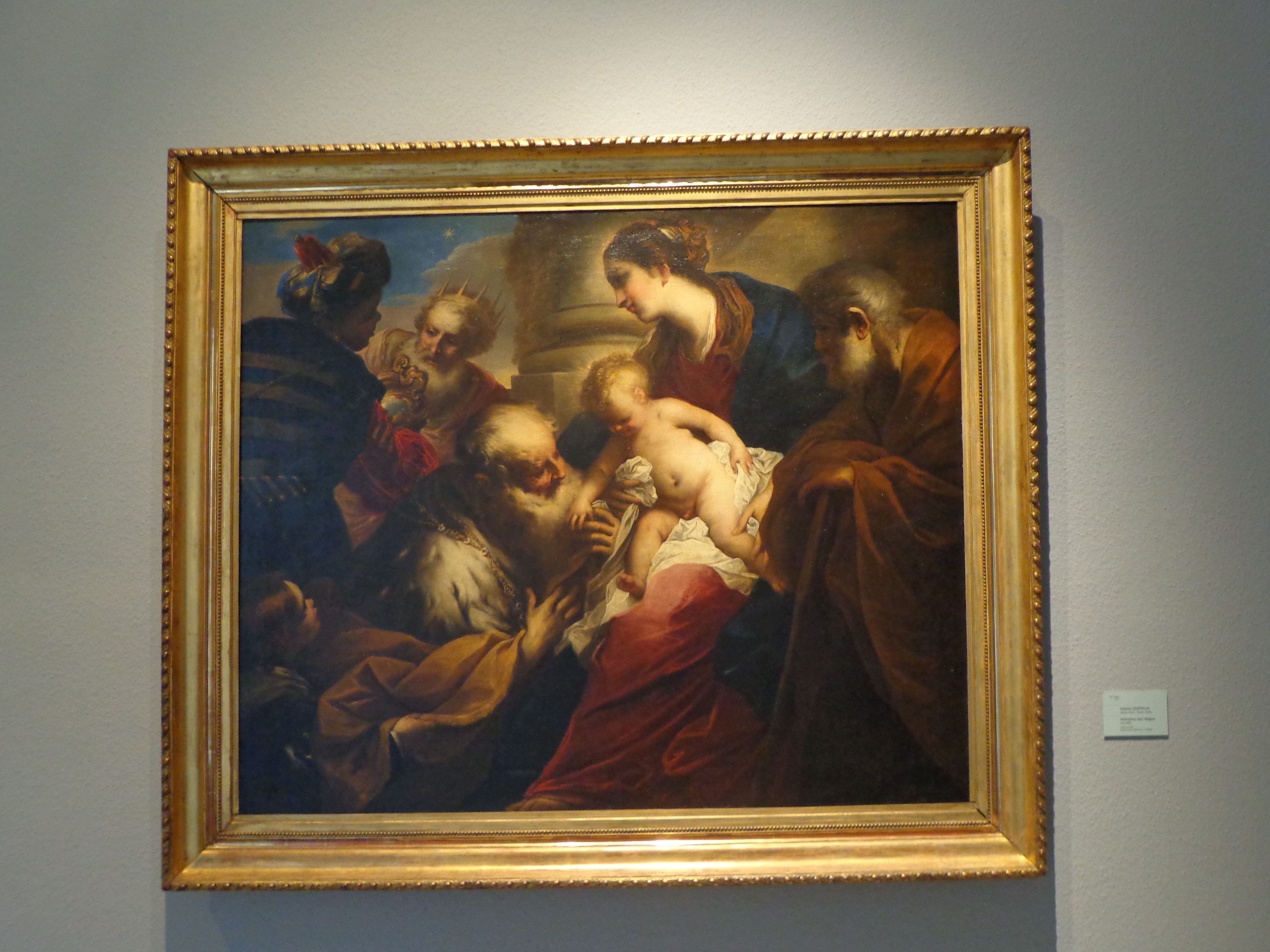
Adorazione dei Magi, Strasburgo

- La Fama, affresco, 1651, Palazzo Reale, Genova
- Carro del Tempo, affresco, Palazzo Balbi-Senarega, Genova
- La strage degli innocenti, Museo dell'Ermitage, San Pietroburgo
- Il ratto delle Sabine, Galleria degli Uffizi, Firenze
- Adorazione dei Magi, 1650 circa, olio su tela 122 × 148 cm, Strasburgo, Musée des Beaux-Arts
- Vergine e Bambino con san Giovanni Battista, National Gallery, Londra
- Il Battesimo di San Giacomo, Vocazione di San Giacomo, Oratorio di San Giacomo alla Marina, Genova
- Cappella del Rosario. Madonna col Bambino fra i santi Domenico e Rosa, Chiesa di San Martino d'Albaro, Genova
- Sacra Famiglia con santa Elisabetta, The Burghley House Collection, Stamford
- Morte di Lucrezia Olio su tela, cm. 209 x 246, Asti, Palazzo Mazzetti
- Ratto di Elena (o Ecuba), olio su tela, cm. 209 x 249, Palazzo Mazzetti, Asti
- Ester e Assuero, collezione privata
- La Dama, collezione privata
- Sacra Famiglia con San Giovannino, collezione privata
- Ritrovamento di Mosè, New York
- Madonna con Gesù Bambino e sant'Antonio da Padova, Chiesa Sant'Antonio da Padova, Novi Ligure
- Decollazione di san Giovanni Battista, 1645 circa, Pinacoteca del Castello Sforzesco, Milano
- Santi Marco Evangelista, Giovanni Battista, Cecilia, Martino e Lorenzo pala d'altare nella Chiesa di San Giovanni Battista, Recco
- Cristo fra i dottori del Tempio, olio su tela, Palazzo Rosso, Genova
- XVII secolo, "Resurrezione", attribuzione, Oratorio del Rosario di San Domenico, Palermo.